# Ikeda Mitsumasa
Pour les articles homonymes, voir Ikeda.
Ikeda Mitsumasa (池田 光政, 10 mai 1609-27 juin 1682) est un daimyo japonais du début de l'époque d'Edo. C'est aussi un lettré confucéen et protecteur de Kumazawa Banzan, érudit confucéen du XVIIe siècle.

## Biographie
Il est le fils d'Ikeda Toshitaka. Après la mort de son père en 1616, Mitsumasa hérite des domaines de son père dans la province de Harima. En 1617, il est transféré au domaine de Tottori (325 000 koku) avec les provinces d'Inaba et Hoki pour fiefs.
En 1632, il est transféré au domaine d'Okayama (315 000 koku) à Bizen. Ses descendants continuent de vivre à Okayama.

## Source de la traduction
- (en) Cet article est partiellement ou en totalité issu de l’article de Wikipédia en anglais intitulé « Ikeda Mitsumasa » (voir la liste des auteurs).